# Синхронне плавання на Чемпіонаті світу з водних видів спорту 1973
Змагання з синхронного плавання на Чемпіонаті світу з водних видів спорту 1973 відбулися в Белграді (Югославія).

## Таблиця медалей
| Місце              | Країна             | Золото | Срібло | Бронза | Загалом |
| ------------------ | ------------------ | ------ | ------ | ------ | ------- |
| 1                  | США (USA)          | 3      | 0      | 0      | 3       |
| 2                  | Канада (CAN)       | 0      | 3      | 0      | 3       |
| 3                  | Японія (JPN)       | 0      | 0      | 3      | 3       |
| Загалом (3 збірні) | Загалом (3 збірні) | 3      | 3      | 3      | 9       |

## Медальний залік
| Дисципліна | Золото | Срібло | Бронза                                                                              |
| Соло       | Теріза Андерсен (USA) 120.460                                                                                                | Джоджо Керрієр (CAN) 112.534 | Дзюнко Хасумі (JPN) 104.830                                                         |
| Дует       | Теріза Андерсен (USA) Ґейл Джонсон (USA) 118.391                                                                             | Джоджо Керрієр (CAN) Мадлен Ремсі (CAN) 112.917                                                                                 | Масако Фудзівара (JPN) Ясуко Фудзівара (JPN) 109.702                                |
| Група      | США (USA) Теріза Андерсен Сьюзен Беррос Робін Каррен Джекі Даґлас Ґейл Джонсон Дана Мур Аманда Норріш Сюзанн Ренделл 117.617 | Канада (CAN) Мішель Калкінс Френсіс Гембрук Деббі Гемфрі Лоррен Ніколл Ґейл Пейдж Керол Стюарт Сьюзен Томас Лора Вілкін 112.918 | Японія (JPN) Масако Фудзівара Ясуко Фудзівара Дзюнко Хасумі Ясуко Унесакі — 107.311 |